# N-tv
n-tv는 독일에서 방송되는 보도전문채널로 쾰른에서 방송되고 있다. 룩셈부르크에 본사를 둔 RTL 그룹의 계열의 독일 미디어 그룹 Mediengruppe RTL Deutschland에서 미국 타임 워너 산하의 CNN과의 제휴로 1992년 11월 30일에 개국하였다.

## 자매 채널
- RTL 텔레비전, RTL II, VOX, Super RTL, RTL Crime, RTL Living, Passion, RTL Nitro